# 澳門巴士1A路線
澳門巴士1A路線是由新福利經營，往返筷子基街和新口岸／科英布拉街的巴士路線。

## 簡介及歷史
- 1984年2月28日，福利巴士開辦本線，派車2輛，往返媽閣及漁翁街。

- 1989年1月9日，全線改用5輛三菱Rosa，是新福利首批全線使用冷氣化的路線。

- 1990年8月15日，總站由漁翁街遷往舊港澳碼頭，直至1993年新港澳碼頭落成才改經該地。

- 1996年9月26日，總站遷往皇朝廣場。

- 2008年12月7日，交通事務局實施第一階段巴士路線調整，總站由「媽閣總站」改為「筷子基總站」，而取消路段的服務由1路線補充，乘客可利用轉乘服務於「台山街市」或「第二警司處」站轉乘以繼續行程；同時，取消停靠「新口岸／羅馬街」及「新口岸／倫敦街」站。[1]

- 2015年6月6日，拱形馬路道路工程，臨時單向行車，改經巴波沙大馬路、菜園涌邊街、關閘馬路，暫不停靠「拱形馬路」站，臨時停靠「關閘馬路／三角花園」站。

- 2015年10月，拱形馬路工程完成，上述措施改為永久，「拱形馬路」站正式取消。

- 2016年1月16日，服務時間調整至06:00-00:10，班距為4-10分鐘。

- 2018年10月27日，為明確巴士站位置及讓巴士服務更符合市民出行需要，「高美士／何賢公園」站更名為「高美士／利澳」。

- 2019年3月1日，配合慕拉士大馬路公共房屋項目施工及考慮乘客的候車安全，取消「慕拉士／發電廠」站。

- 2019年7月27日起，多個巴士站開始改名：
  - “第二警司處”站改為“北區警司處”
  - “旅遊活動中心”站改為“金蓮花廣場”

- 2020年8月1日起，平日07:00-09:00期間平均候車時間增加約2-5分鐘，而16:00-20:00期間之平均候車時間則增加約4-9分鐘，其餘時段班次亦適當調整。

- 2020年9月起，恢復尖峰和離峰時段部分班距。

- 2020年11月30日起，總站延伸至筷子基街近廣大中學新設之站點，並命名為「筷子基街／廣大中學」；新增停靠「筷子基社屋」、“青洲／嘉應花園”站，取消停靠“白朗古／跑狗場”站。[2][3]

- 2020年12月底至2021年初，受慕拉士大馬路下水道工程影響，暫不停靠「慕拉士／飛通大廈」站。

- 2021年11月27日起，多個站點開始改名：[4]
  - “宋玉生廣場”站改名為“宋玉生廣場／建興龍”；
  - “慕拉士馬路／望廈”站改名為“慕拉士馬路／望善樓”。

- 2022年5月28日起，多個站點開始改名：[5]
  - 「理工學院」站更名為「澳門理工大學」；
  - 「廈門街／理工」站更名為「廈門街／澳門理工大學」；
  - 「筷子基社屋」站更名為「俾若翰街／綠楊花園」。

- 2022年6月25日至27日，因應高美士街鋪路工程，暫不停靠“金蓮花廣場”、“廈門街／澳門理工大學”、“高美士／南園大廈”站，並改停靠“羅理基／馬六甲街”、“東方拱門”站。[6]

- 2022年7月11日至17日，因實施「全澳相對靜止管理」措施，本線暫停營運。[7]

- 2022年7月18日至22日，因宣佈延長“相對靜止管理”措施，本線維持上述措施。[8]

- 2022年7月23日起，因“相對靜止管理”結束，本線恢復營運。[9]

- 2025年4月18日起，新增停靠“慕拉士馬路／望信樓”站。[10]

## 使用車輛
- 本線一度全線採用五十鈴JCR460型巴士行駛，曾於1989年改用三菱Rosa行駛本線。數年後本線主要以三菱FUSO及五十鈴JCR460型行駛，間中亦有平治O814和猛獅13.230巴士行駛本線。
- 後來丹尼士飛鏢SLF投入服務後，就加入數部於本線行駛。
- 2008年本線大幅修改走線和縮短總站後，客量輕微下降，但用車變化不大，同年蘇州金龍10米／12米巴士投入服務後，也不時會出現該款車。

在2011年7月31日前，本線常見的車款如下：
- 丹尼士飛鏢SLF11米大巴
- 蘇州金龍KLQ6126G
- 蘇州金龍KLQ6101G
- 蘇州金龍KLQ6101GE3

2022年5月前：
- 蘇州金龍KLQ6126G
- 蘇州金龍KLQ6108GQ30
- 蘇州金龍KLQ6108GQ28

2022年5月起：
- 蘇州金龍KLQ6126G
- 蘇州金龍KLQ6108GQ30
- 蘇州金龍KLQ6108GQ28
- 蘇州金龍KLQ6108GQ28E4

2022年6月9日起：
- 蘇州金龍KLQ6126G
- 蘇州金龍KLQ6108GQ30
- 蘇州金龍KLQ6108GQ28
- 蘇州金龍KLQ6108GQ28E4
- 蘇州金龍KLQ6116GHEV

2022年6月27日-30日：
- 蘇州金龍KLQ6108GQ30
- 蘇州金龍KLQ6108GQ28
- 蘇州金龍KLQ6108GQ28E4

2022年7月1日起：
- 蘇州金龍KLQ6108GQ30
- 蘇州金龍KLQ6108GQ28
- 蘇州金龍KLQ6108GQ28E4
- 蘇州金龍KLQ6116GHEV

2022年8月起：
- 蘇州金龍KLQ6108GQ30
- 蘇州金龍KLQ6108GQ28
- 蘇州金龍KLQ6108GQ28E4

2022年12月23日起：
- 蘇州金龍KLQ6108GQ30
- 蘇州金龍KLQ6108GQ28
- 蘇州金龍KLQ6108GQ28E4
- 蘇州金龍KLQ6116GHEV1

2023年1月1日起：
- 蘇州金龍KLQ6116GHEV1

2023年3月13日起：
- 蘇州金龍KLQ6116GHEV1
- 蘇州金龍KLQ6960GQE5

2023年11月起：
- 蘇州金龍KLQ6116GHEV1

2024年3月起：
- 蘇州金龍KLQ6116GHEV1
- 蘇州金龍KLQ6116GHEV2

## 電牌
| 往皇朝方向       | 往皇朝方向         | 往皇朝方向 |
| 日期             | 頭牌               | 圖例       |
| ---------------- | ------------------ | ---------- |
| 2020年5月6日前   | 皇朝廣場           |            |
| 2020年5月6日前   | 皇朝               |            |
| 2020年5月6日起   | 新口岸／科英布拉街 |            |
| 往筷子基方向     |                    |            |
| 日期             | 頭牌               | 圖例       |
| 2020年11月30日前 | 筷子基             |            |
| 2020年11月30日起 | 筷子基街           |            |

## 路線資料

### 收費
| 收費類別     | 收費類別                      | 收費類別             | 費用 |
| ------------ | ----------------------------- | -------------------- | ---- |
| 現金         | 現金                          | 現金                 | $6.0 |
| 境外支付工具 | 支付寶（內地及香港）          | 支付寶（內地及香港） | $6.0 |
| 境外支付工具 | 雲閃付 非綁定澳門銀聯卡       |                      | $6.0 |
| 境外支付工具 | 微信支付（內地及香港）        |                      | $6.0 |
| 境外支付工具 | 交通聯合 非澳門發行的全國通卡 |                      | $6.0 |
| 境內支付工具 | 澳門通                        | 全民卡               | $3.0 |
| 境內支付工具 | 澳門通                        | 學生卡               | $1.5 |
| 境內支付工具 | 澳門通                        | 長者卡               | 免費 |
| 境內支付工具 | 澳門通                        | 殘疾卡               | 免費 |
| 境內支付工具 | 聚易用＋                      | 聚易用＋             | $3.0 |

### 服務時間及班距
| 服務時間                     | 服務時間 | 星期一至六  | 星期日 （含公眾假期） |
| ---------------------------- | -------- | ----------- | --------------------- |
| 筷子基街                     | 筷子基街 | 06:00-00:10 | 06:00-00:10           |
| 新口岸／科英布拉街           |          | 06:00-00:10 | 06:00-00:10           |
| 班距                         | 尖峰     | 7-9分鐘     | 10-12分鐘             |
| 班距                         | 離峰     | 9-15分鐘    | 12-15分鐘             |
| 懸掛8號風球後1小時開出尾班車 |          |             |                       |

### 路線停站
| 1A   | 筷子基街 ↔ 新口岸／科英布拉街 | 筷子基街 ↔ 新口岸／科英布拉街 | 筷子基街 ↔ 新口岸／科英布拉街 | 筷子基街 ↔ 新口岸／科英布拉街 | 筷子基街 ↔ 新口岸／科英布拉街 |
| 序號 | 往程                          | 往程                          | 往程                          | 返程                          | 返程                          |
| 序號 | 站號                          | 站名                          | 出入境口岸                    | 站號                          | 站名                          |
| 1    | M120                          | 筷子基街／廣大中學            |                               | M252                          | 新口岸／科英布拉街            |
| 2    | M108/1                        | 俾若翰街／綠楊花園            |                               | M161                          | 高美士／利澳                  |
| 3    | M26/1                         | 筷子基總站                    |                               | M70                           | 澳門理工大學                  |
| 4    | M10/1                         | 台山街市                      |                               | M118/2                        | 高美士／馬六甲街停車場        |
| 5    | M27                           | 關閘馬路／三角花園            |                               | M53                           | 水塘北角／勞工事務局          |
| 6    | M29                           | 慕拉士馬路                    |                               | M49                           | 慕拉士馬路／望信樓            |
| 7    | M36/2                         | 慕拉士巷                      |                               | M35/1                         | 慕拉士馬路／望善樓            |
| 8    | M48                           | 慕拉士／飛通大廈              |                               | M28/1                         | 黑沙環馬路                    |
| 9    | M52                           | 漁翁街／勞工事務局            |                               | M11                           | 拱形馬路／蓮峰廟              |
| 10   | M239/1                        | 外港碼頭                      | 外港客運碼頭                  | M12                           | 北區警司處                    |
| 11   | M254/1                        | 友誼馬路／行車天橋            |                               | M21/1                         | 青洲／嘉應花園                |
| 12   | M241                          | 金蓮花廣場                    |                               | M120                          | 筷子基街／廣大中學            |
| 13   | M71                           | 廈門街／澳門理工大學          |                               |                               |                               |
| 14   | M156                          | 高美士／南園大廈              |                               |                               |                               |
| 15   | M253                          | 宋玉生廣場／建興龍            |                               |                               |                               |
| 16   | M250                          | 新口岸／柏嘉街                |                               |                               |                               |
| 17   | M252                          | 新口岸／科英布拉街            |                               |                               |                               |

### 賽車期間路線停站

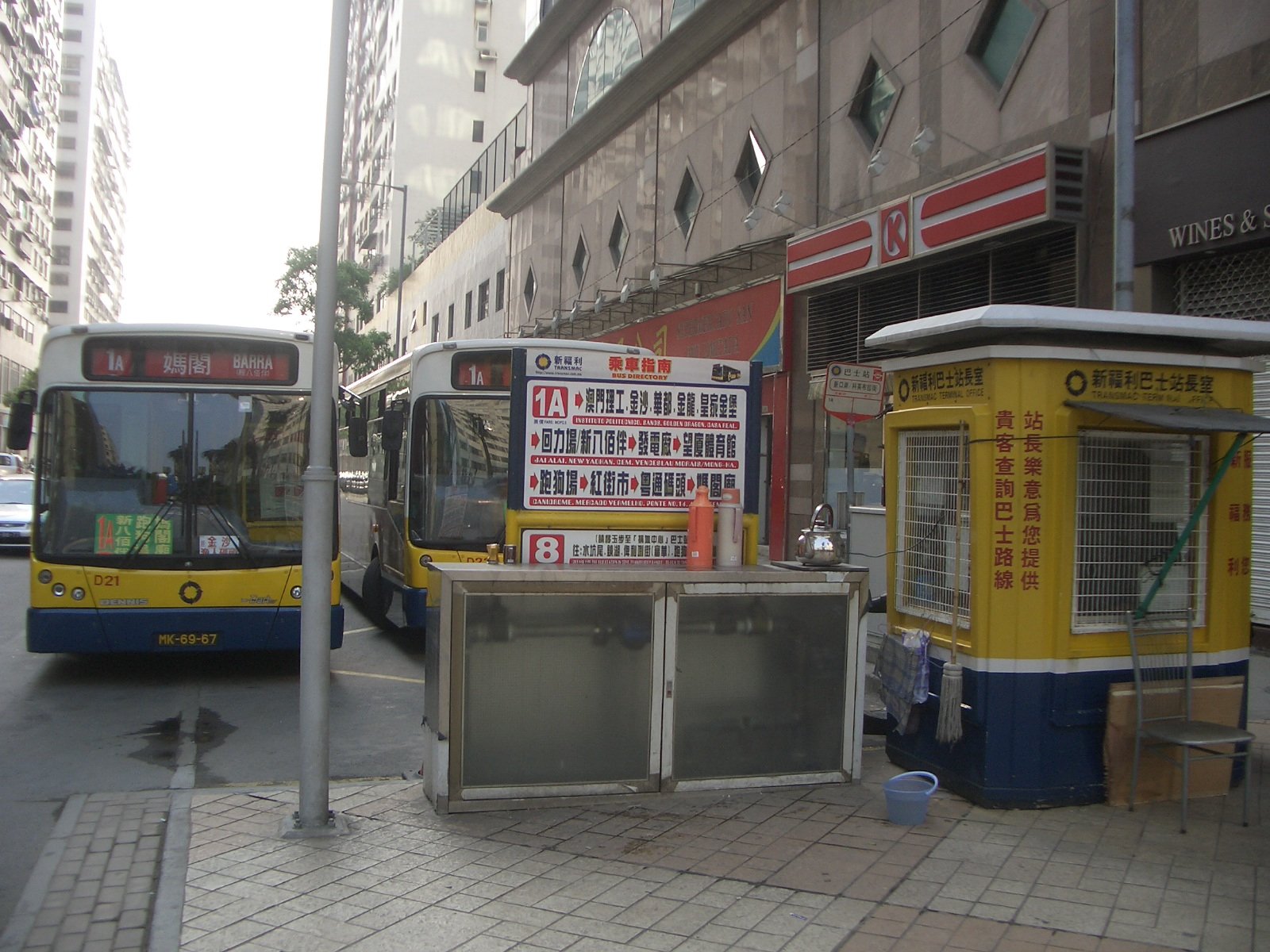
新福利1A路線位於皇朝的巴士總站

| 1A   | 筷子基街 ↔ 新口岸／科英布拉街 | 筷子基街 ↔ 新口岸／科英布拉街 | 筷子基街 ↔ 新口岸／科英布拉街 | 筷子基街 ↔ 新口岸／科英布拉街 |
| 序號 | 往程                          | 往程                          | 返程                          | 返程                          |
| 序號 | 站號                          | 站名                          | 站號                          | 站名                          |
| 1    | M120                          | 筷子基街／廣大中學            | M252                          | 新口岸／科英布拉街            |
| 2    | M108                          | 俾若翰街／綠楊花園            | M161                          | 高美士／利澳                  |
| 3    | M26                           | 筷子基總站                    | M70                           | 澳門理工大學                  |
| 4    | M10                           | 台山街市                      | M118                          | 高美士／馬六甲街停車場        |
| 5    | M27                           | 關閘馬路／三角花園            | M28                           | 黑沙環馬路                    |
| 6    | M29                           | 慕拉士馬路                    | M11                           | 拱形馬路／蓮峰廟              |
| 7    | M46                           | 鮑思高球場                    | M12                           | 北區警司處                    |
| 8    |                               | 綜藝館臨時站                  | M21                           | 青洲／嘉應花園                |
| 9    | M71                           | 廈門街／澳門理工大學          | M120                          | 筷子基街／廣大中學            |
| 10   | M156                          | 高美士／南園大廈              |                               |                               |
| 11   | M253                          | 宋玉生廣場／建興龍            |                               |                               |
| 12   | M250                          | 新口岸／柏嘉街                |                               |                               |
| 13   | M252                          | 新口岸／科英布拉街            |                               |                               |

- 粗體字為大賽車期間臨時停靠站點

## 客量
- 本線在2008年之前，由於同時途經住宅區（提督馬路、沙梨頭及下環）、商業區（皇朝）及出入境口岸（港澳碼頭），加上班距頻密，與3及33路線並列新福利線王，幾乎每班車都客滿。2008年起，本線縮短路線至筷子基，失去了媽閣至提督馬路沿線前往外港碼頭或皇朝的客量。但在傍晚尖峰時段，皇朝總站仍然排著長長的人龍，每班車仍是滿載開出，客量仍不少。

- 根據2020年公報，本線在2019年度尖峰時段共開出100,757班次，乘車人次為4,571,156人次，平均每班接載45.4人次。

## 曾計劃延伸路段
- 交通事務局曾在2011年規劃本線由筷子基延伸至筷子基社屋，後來計劃取消。[11] 但在2020年11月30日起，本線正式延伸到筷子基社屋一帶。

## 重大意外
- 2007年9月3日，一輛無載客，行駛本線的大巴在媽閣總站開出時猛撞前面另一輛停泊站內的大巴車尾，撞擊力令前車鏟上行人道，撞毀一站長更亭。當時一名在更亭內的清潔女工幸及時逃出，惟逃生時疑受驚跌倒地上，手部撞傷，需往鏡湖醫院治理。[12]

- 2024年3月21日，一名50多歲的本地女子於當天中午懷疑於黑沙環馬路亂過馬路，被一輛行走的巴士撞到，女子頭部受傷送院治理，送院時清醒程度曾下降。經調查，意外疑因有人沒有使用過路設施引致，警方將於傷者出院後檢控。事件中，巴士司機通過酒精測試。[13]

- 2025年6月26日15:00左右，漁翁街中德學校對開發生交通事故，20多歲電單車男司機事發時越線超車逆駛，與迎面而來的本線巴士（車輛編號：HE149）相撞；肇事巴士的擋風玻璃大片碎裂，20歲的電單車男司機送往山頂醫院搶救，他多處受傷，小腿開放性骨折；而巴士上的 50多歲女乘客輕傷，送院時清醒穩定。[14]

## 圖片集

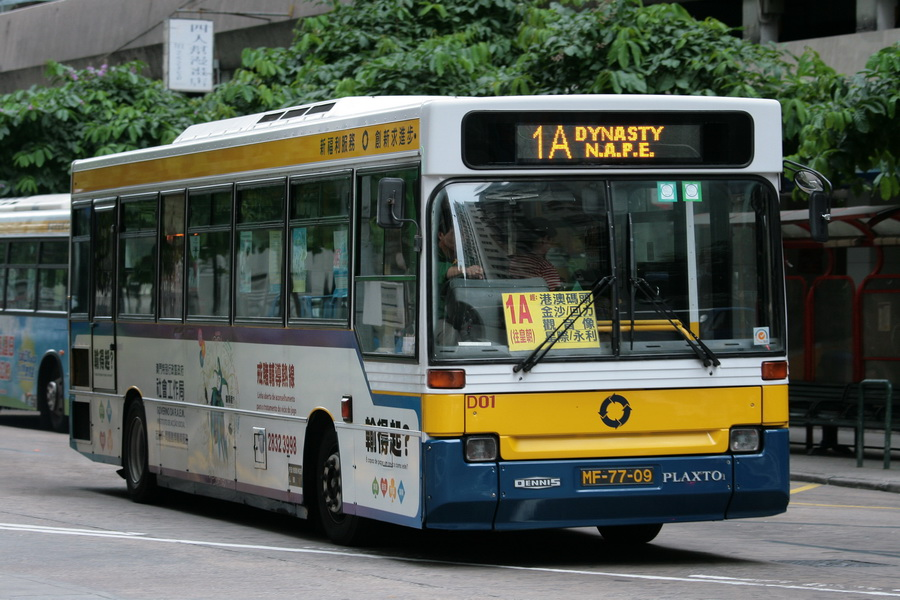
丹尼士飛鏢
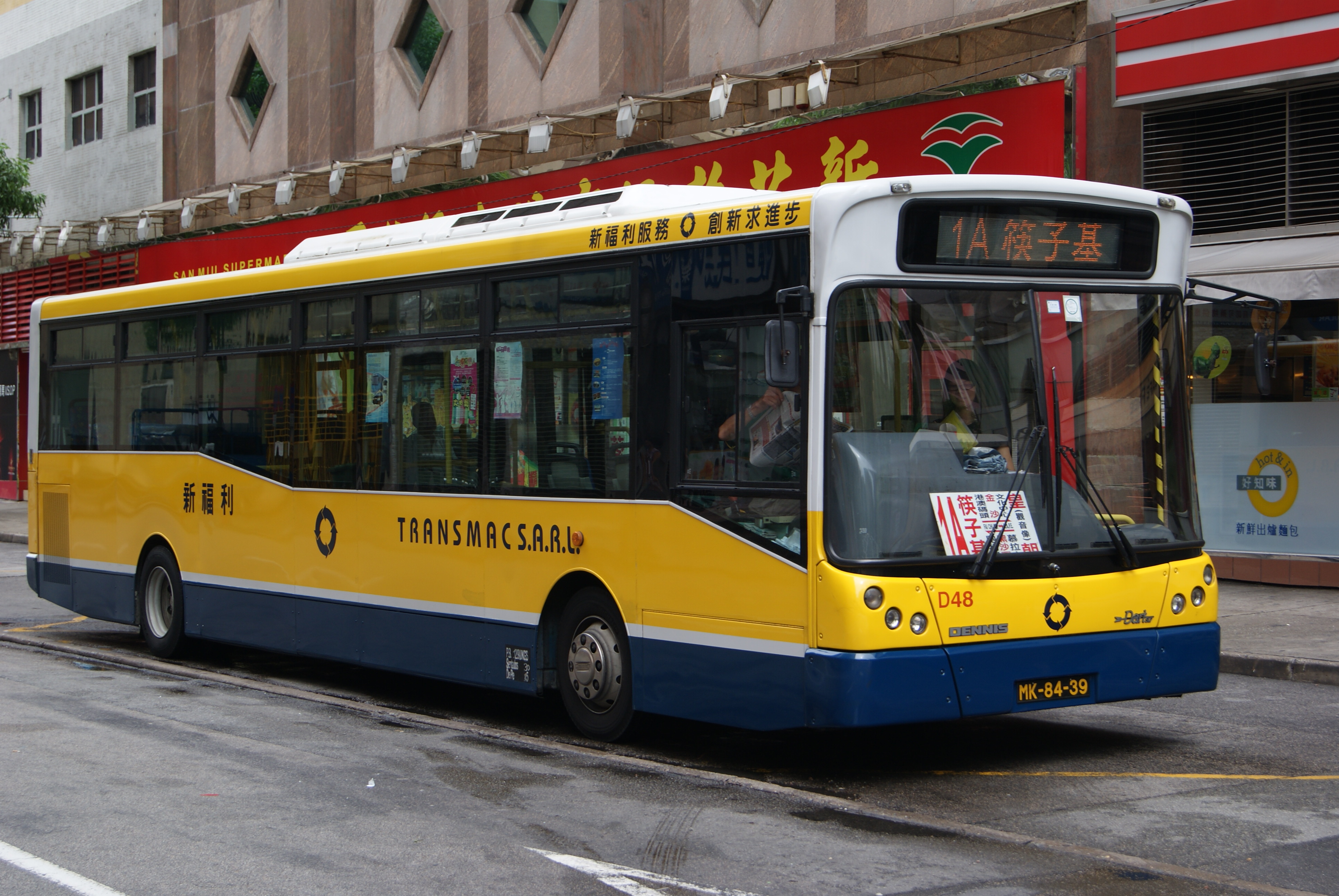
丹尼士飛鏢SLF
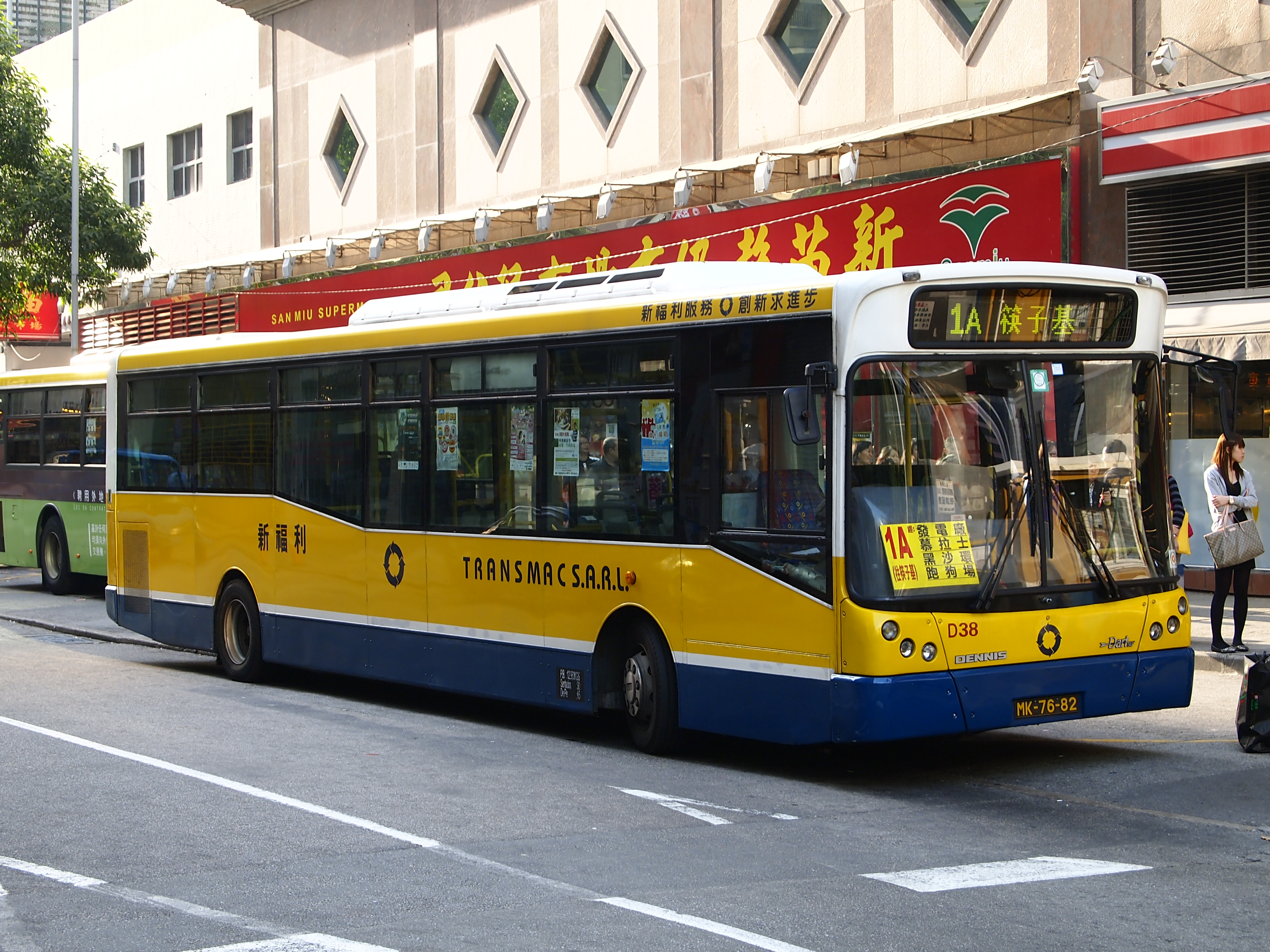
丹尼士飛鏢SLF
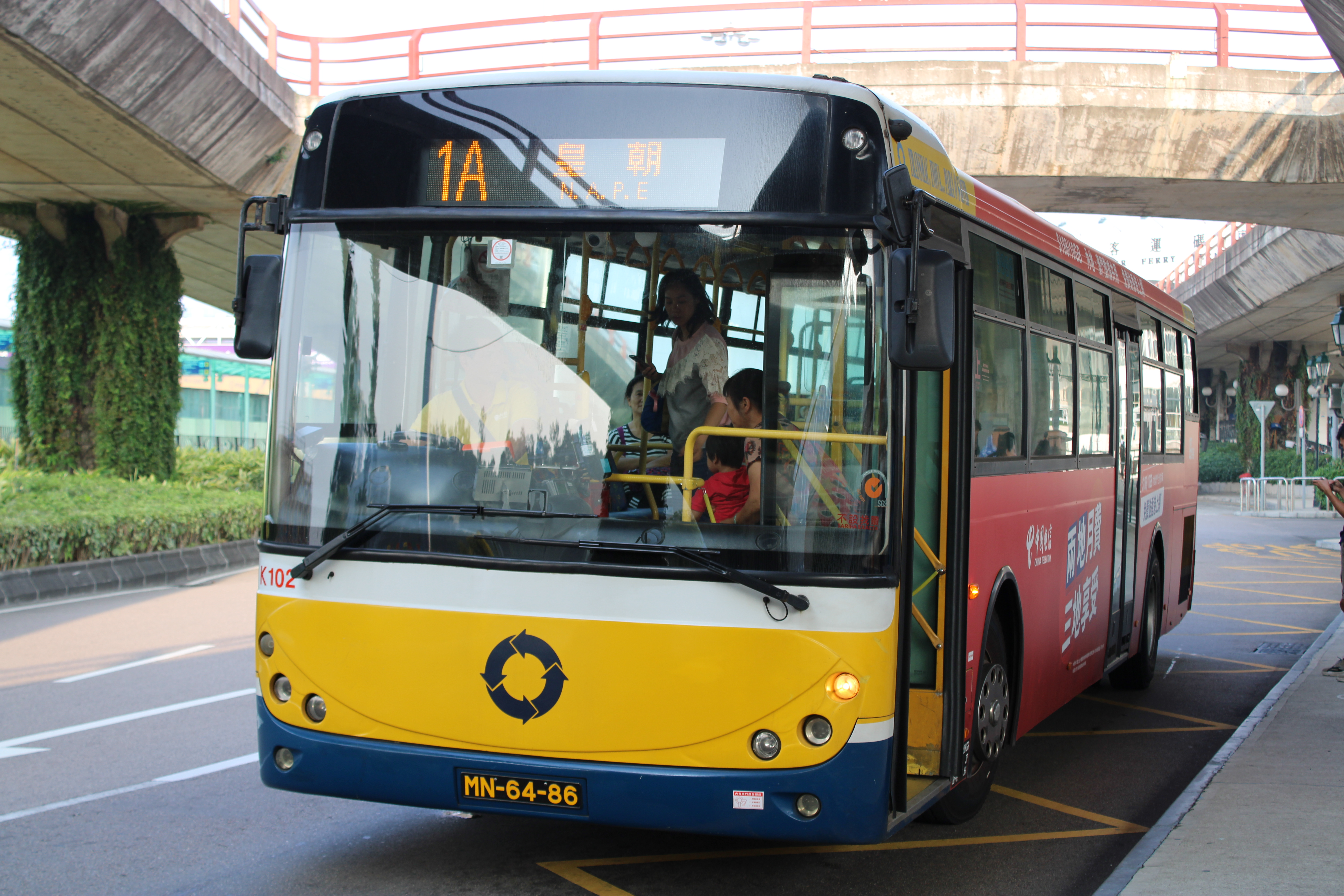
蘇州金龍KLQ6126G
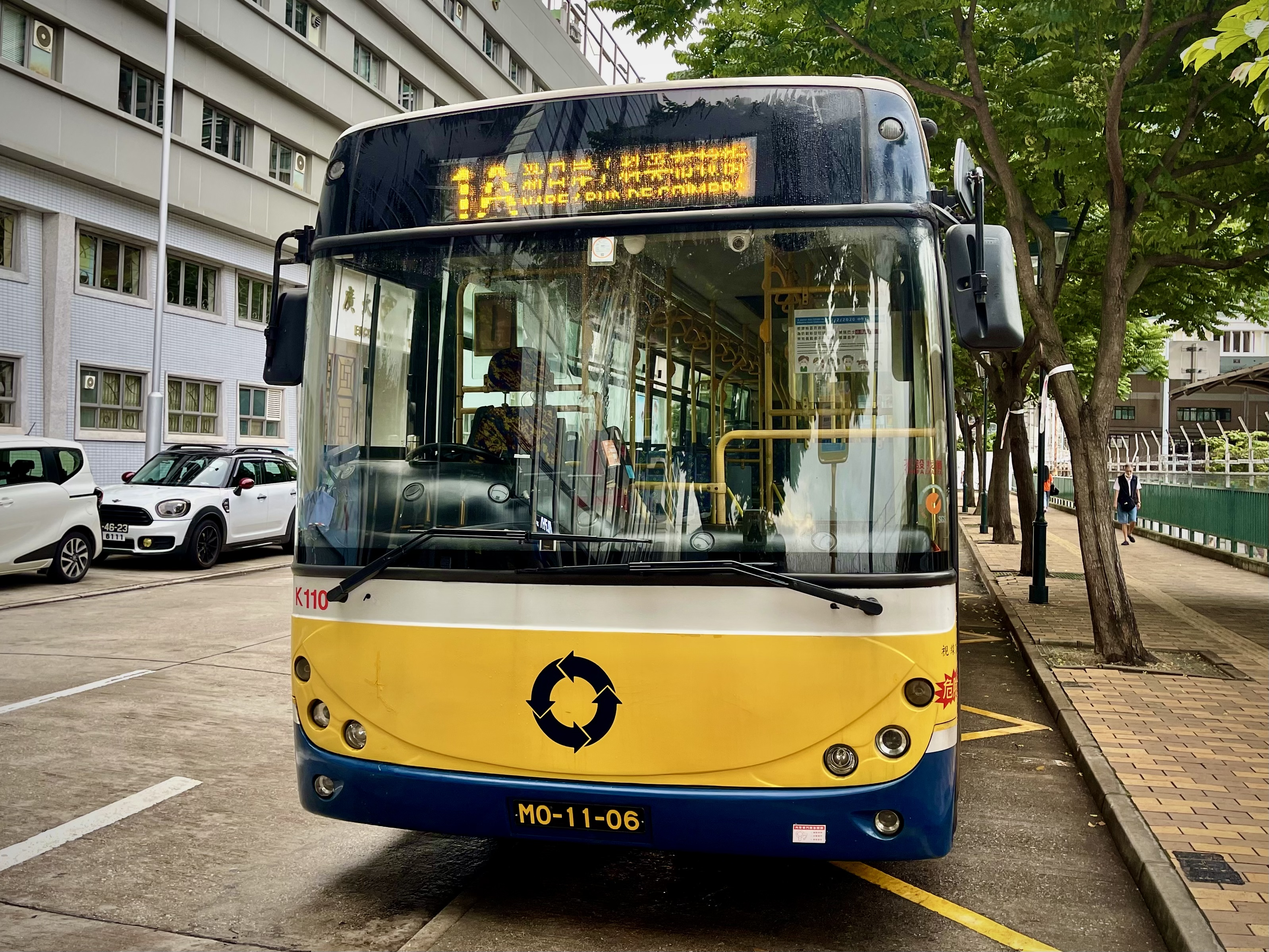
蘇州金龍KLQ6126G
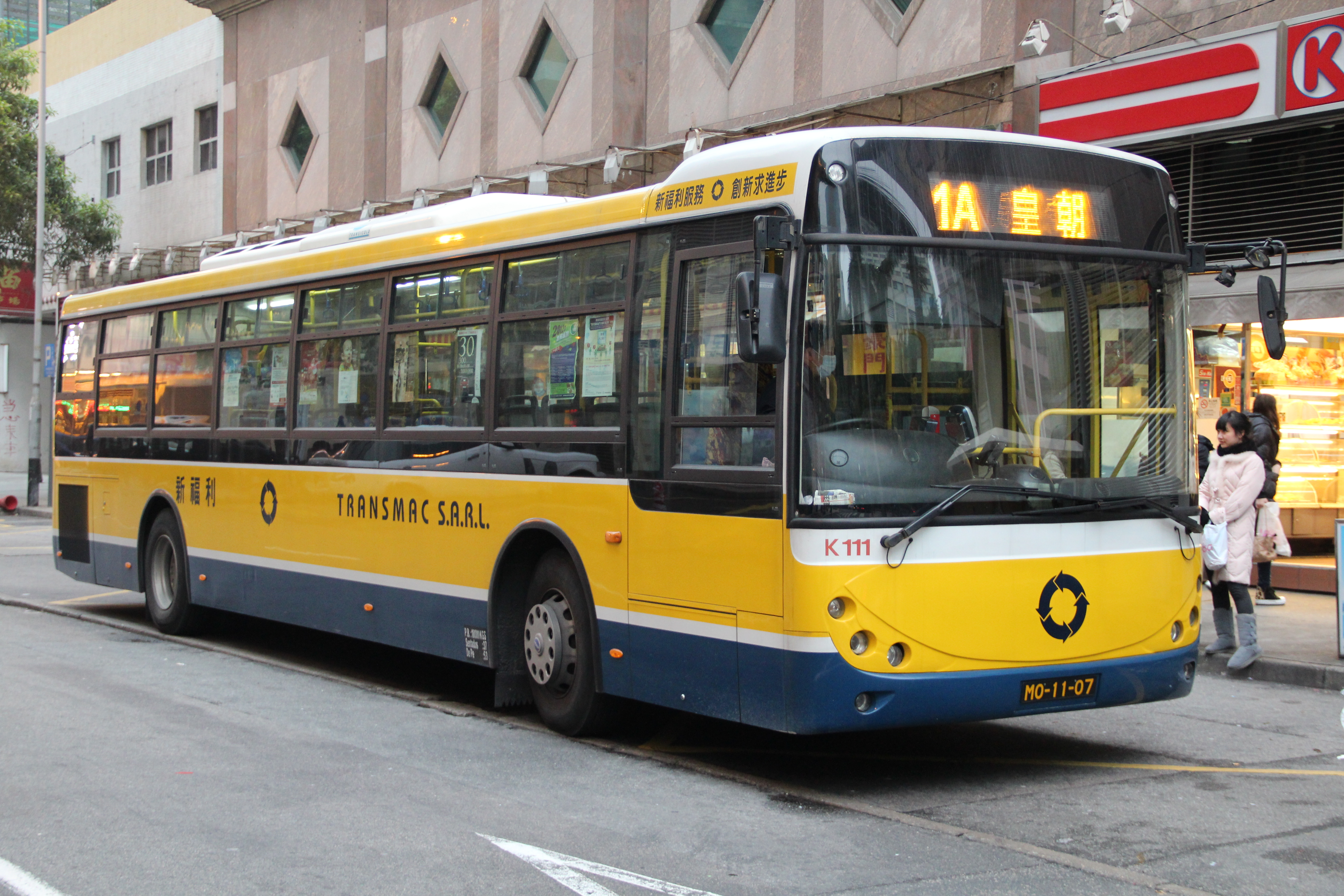
蘇州金龍KLQ6126G
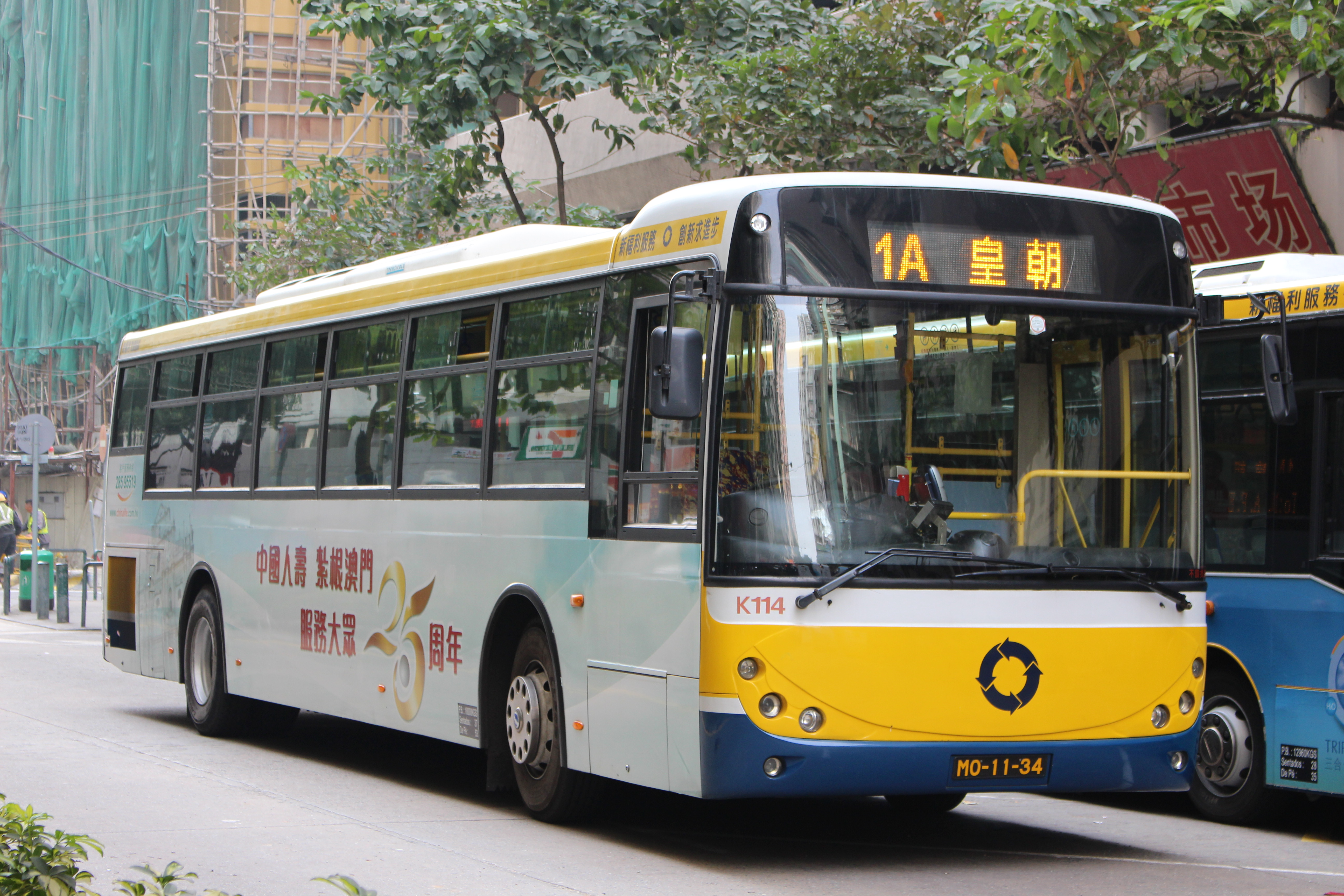
蘇州金龍KLQ6126G
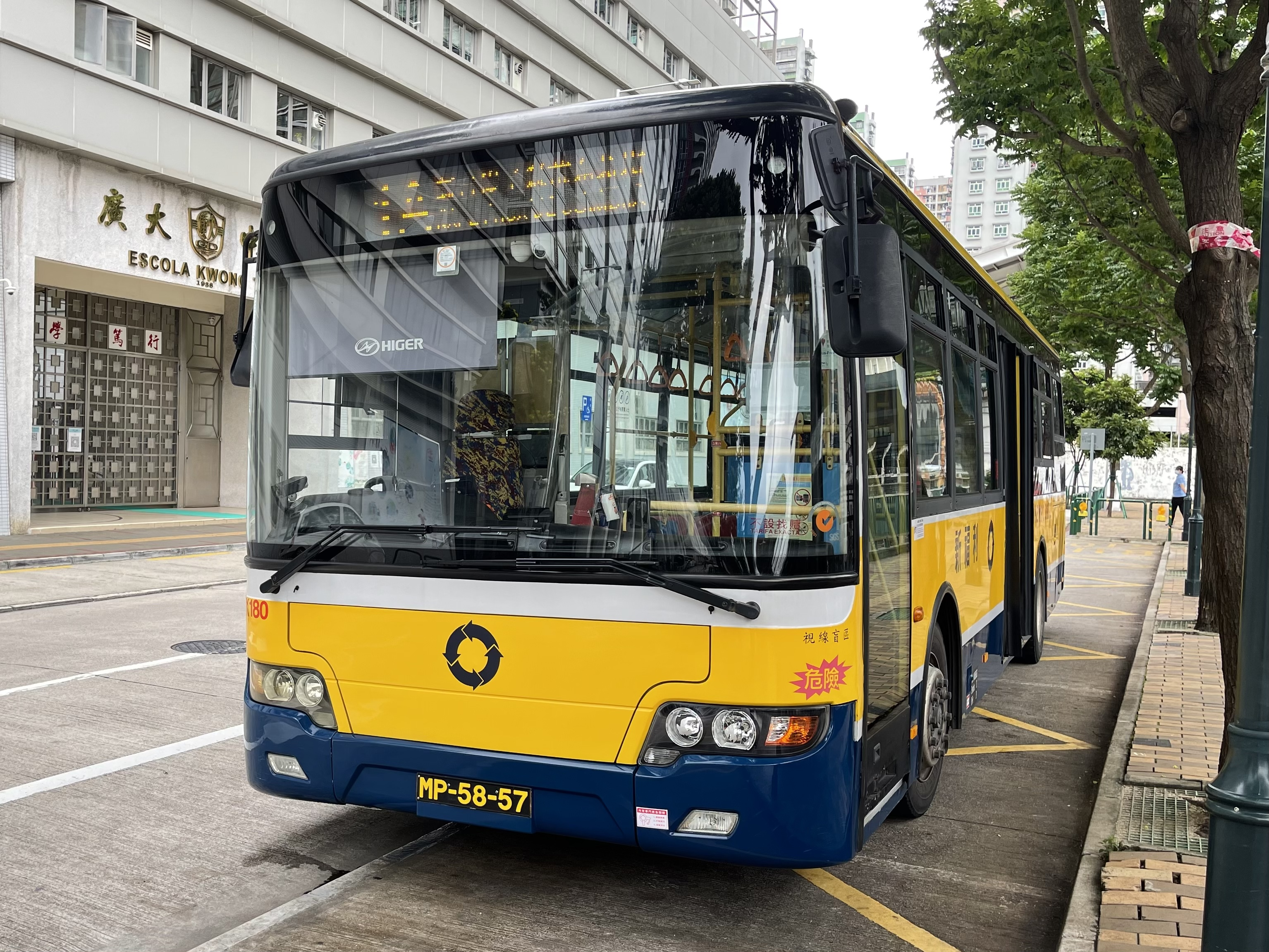
蘇州金龍KLQ6108GQ30
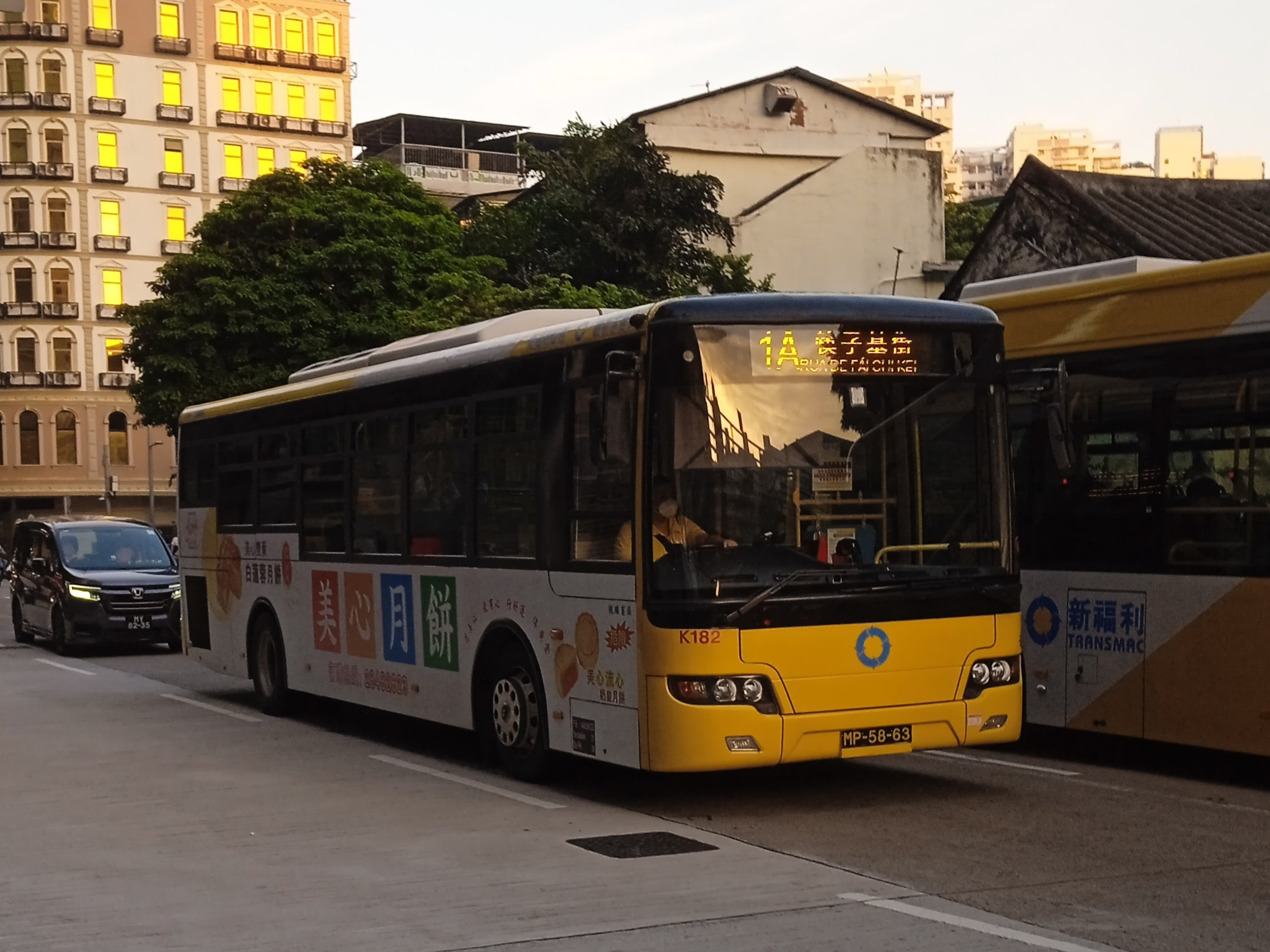
蘇州金龍KLQ6108GQ30
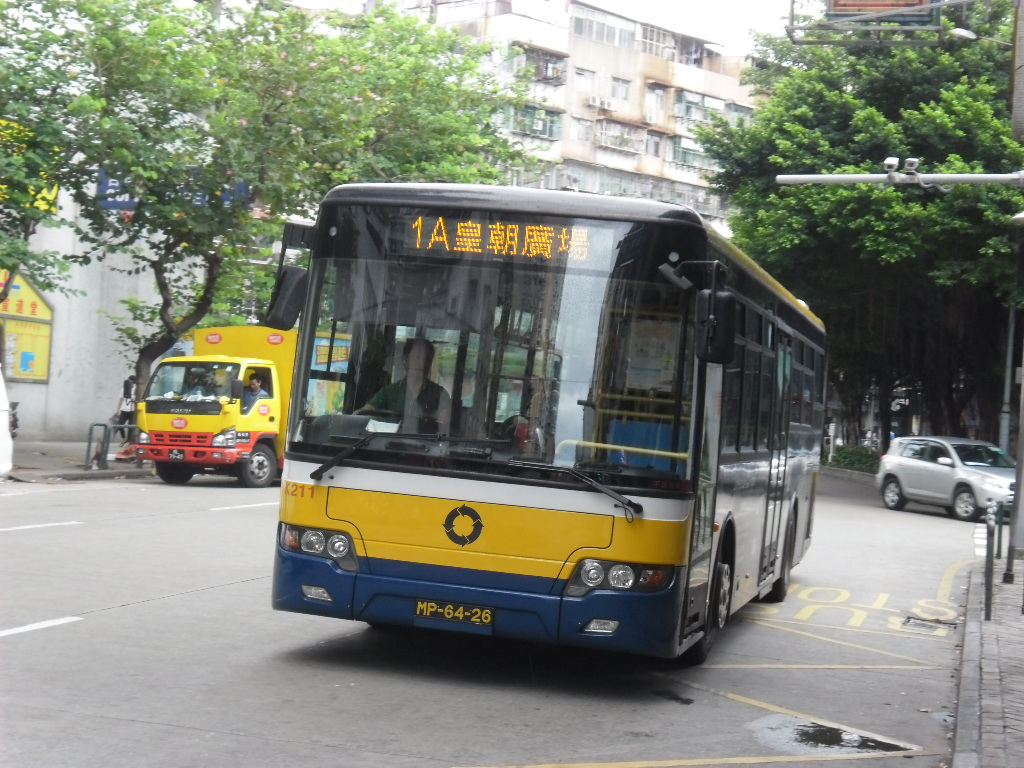
蘇州金龍KLQ6108GQ28
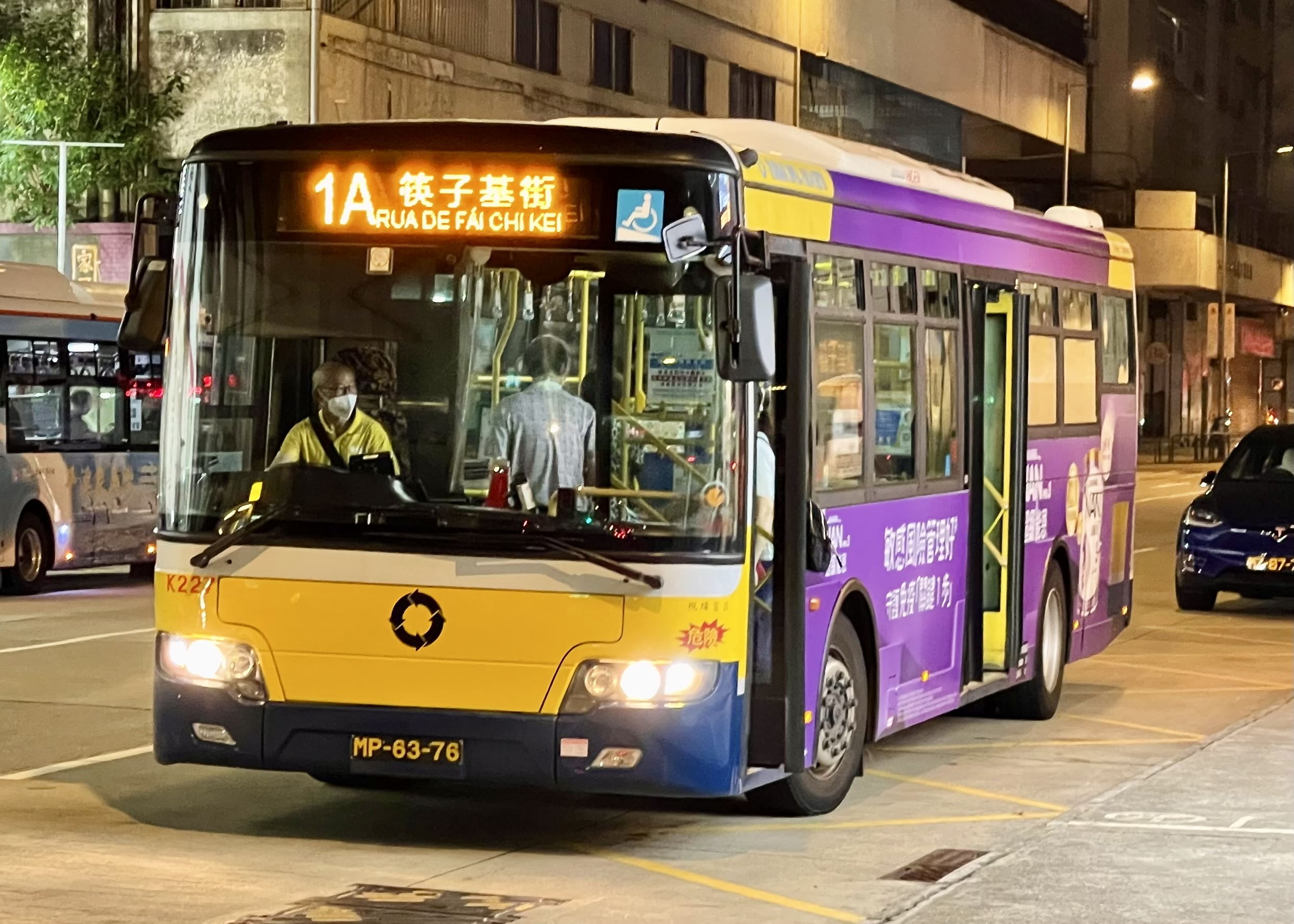
蘇州金龍KLQ6108GQ28
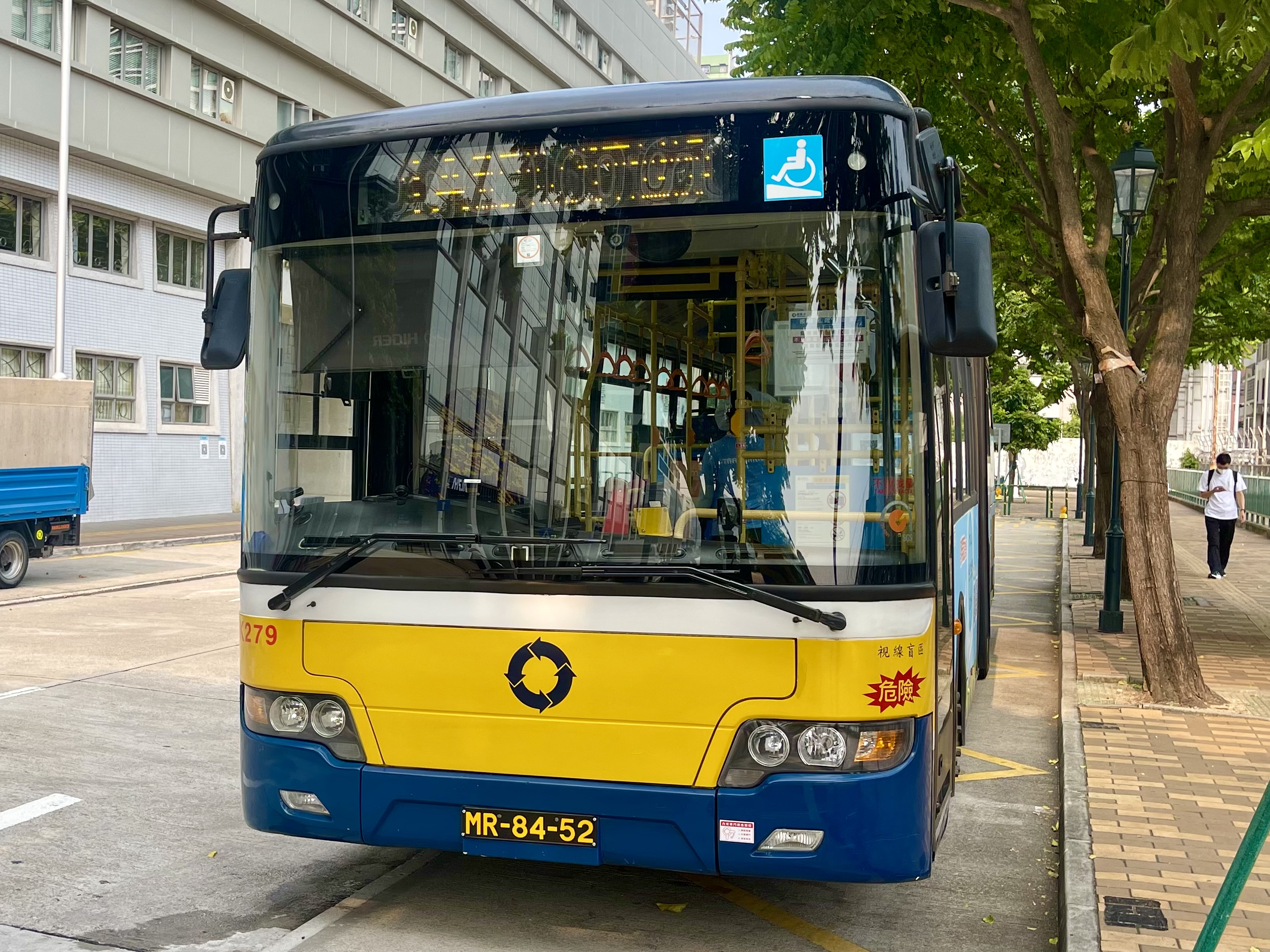
蘇州金龍KLQ6108GQ28E4
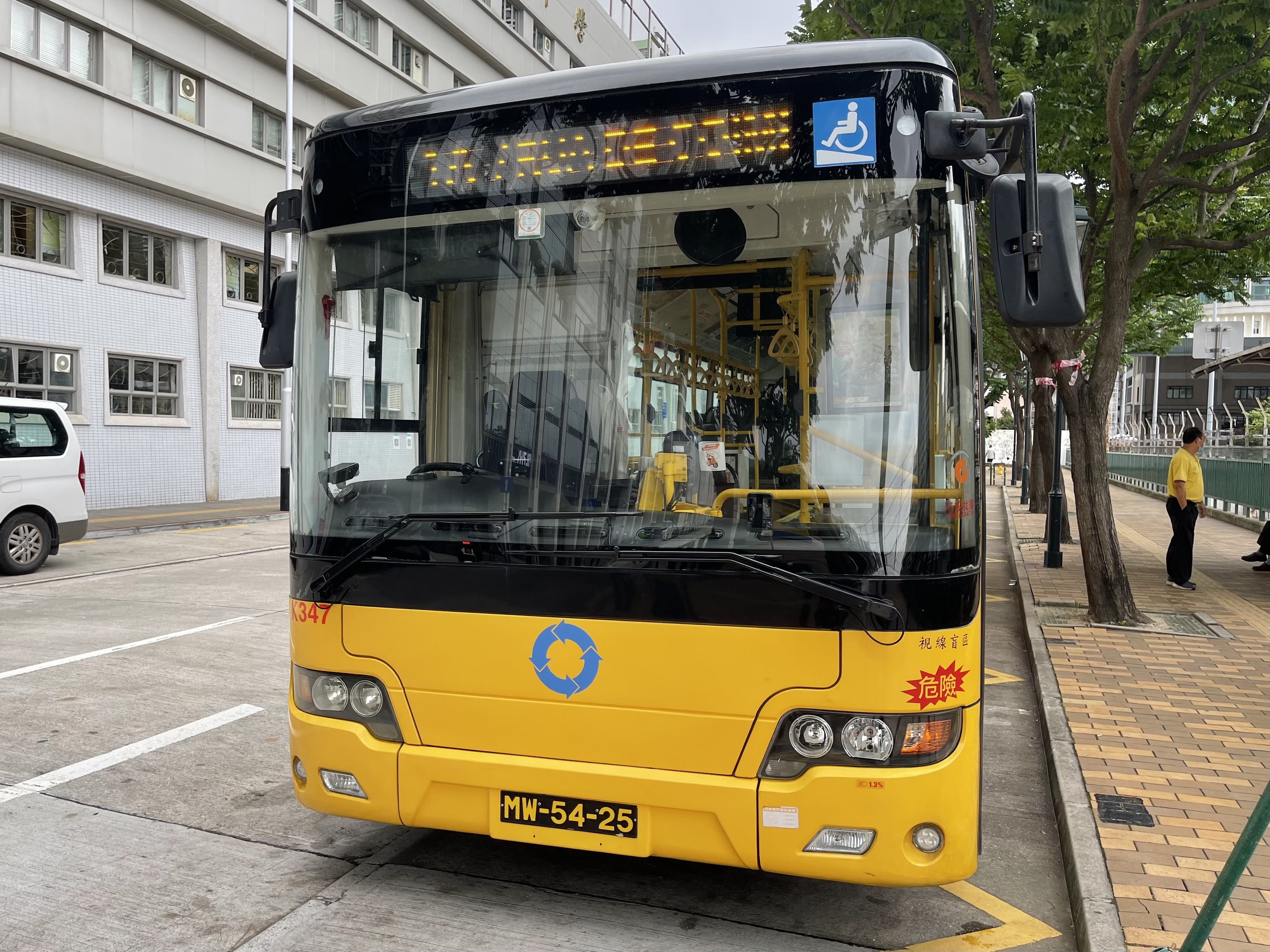
蘇州金龍KLQ6108GQE5
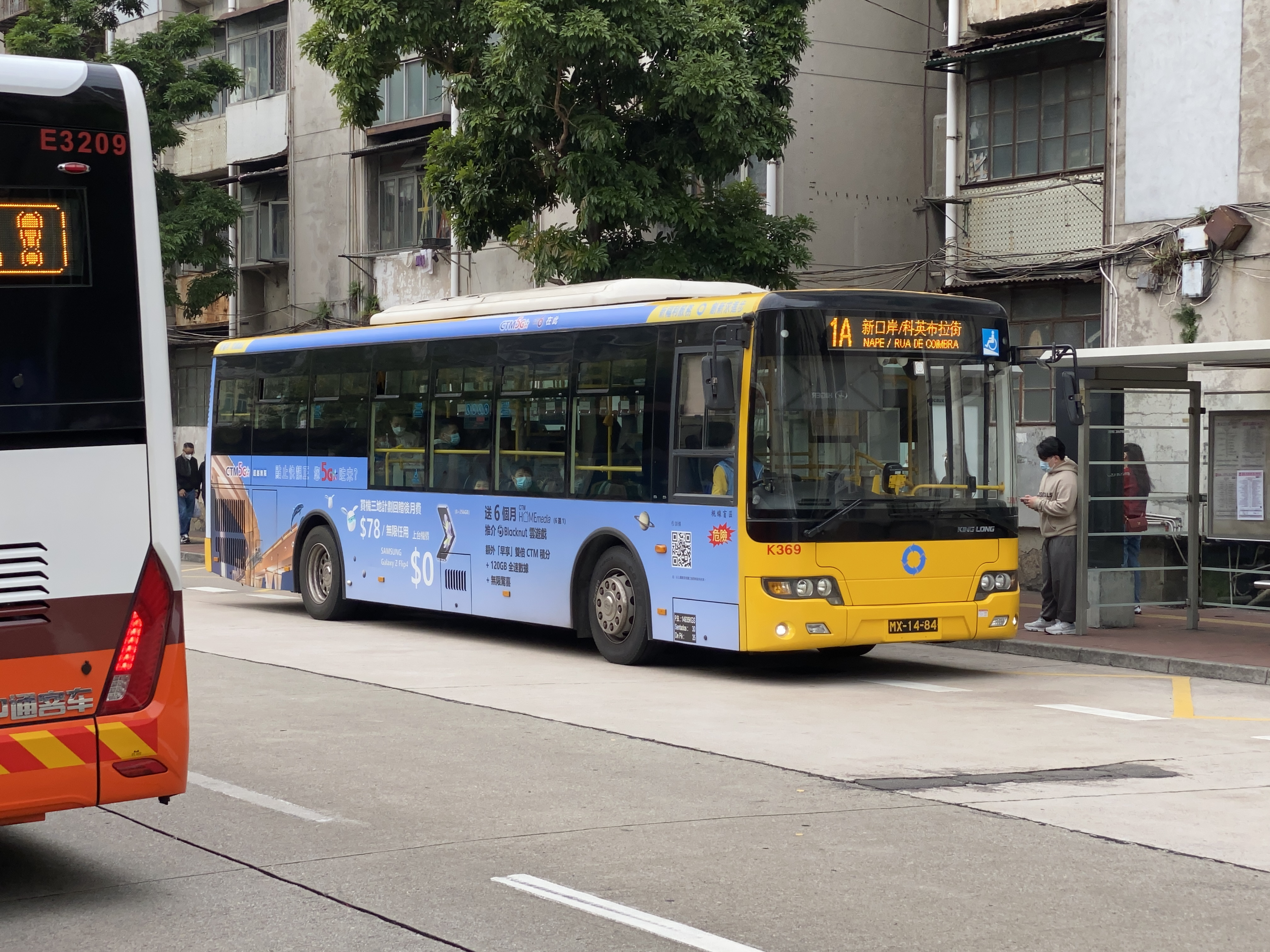
蘇州金龍KLQ6108GQE5
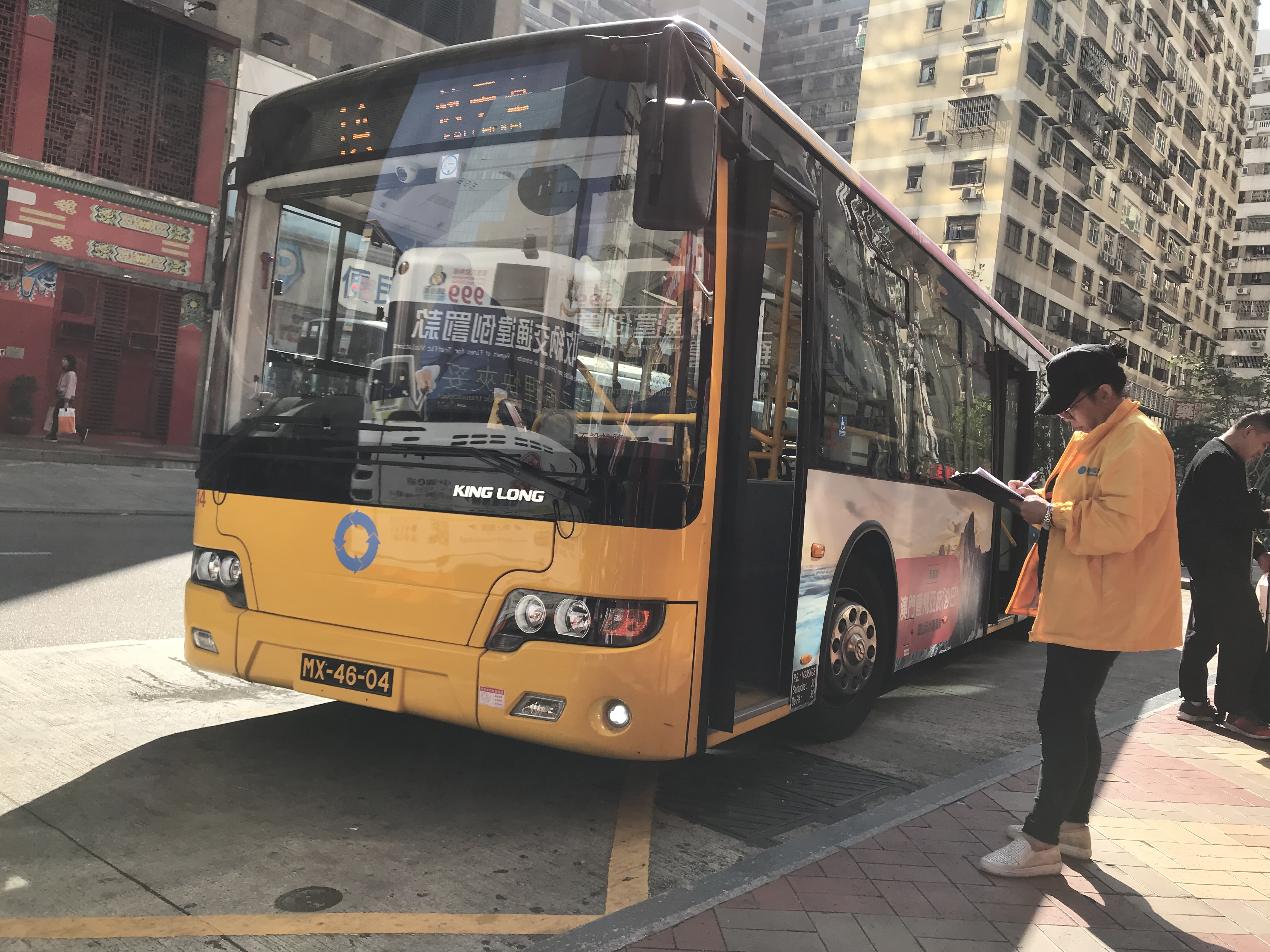
蘇州金龍KLQ6108GQE5
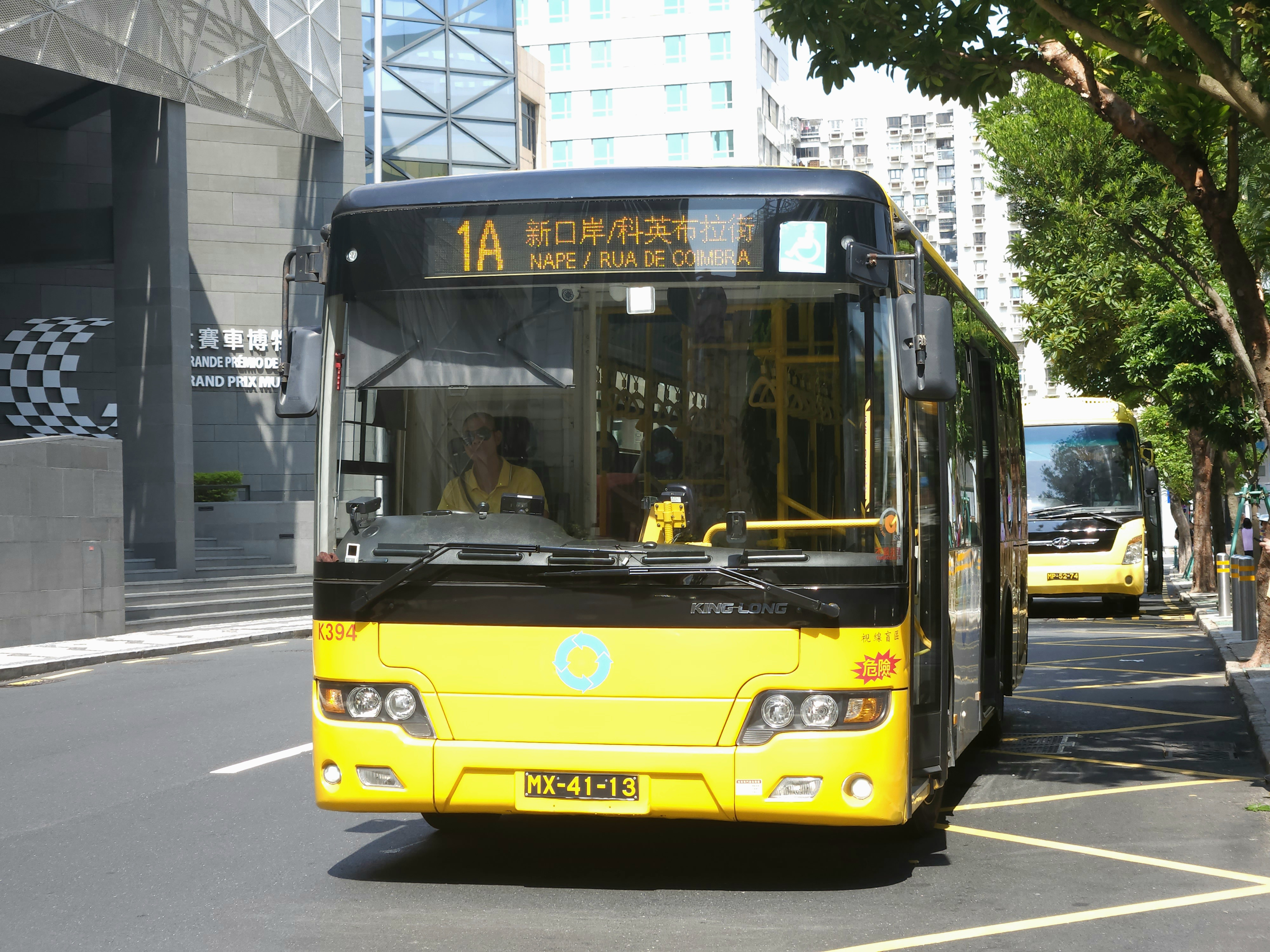
蘇州金龍KLQ6960GQE5
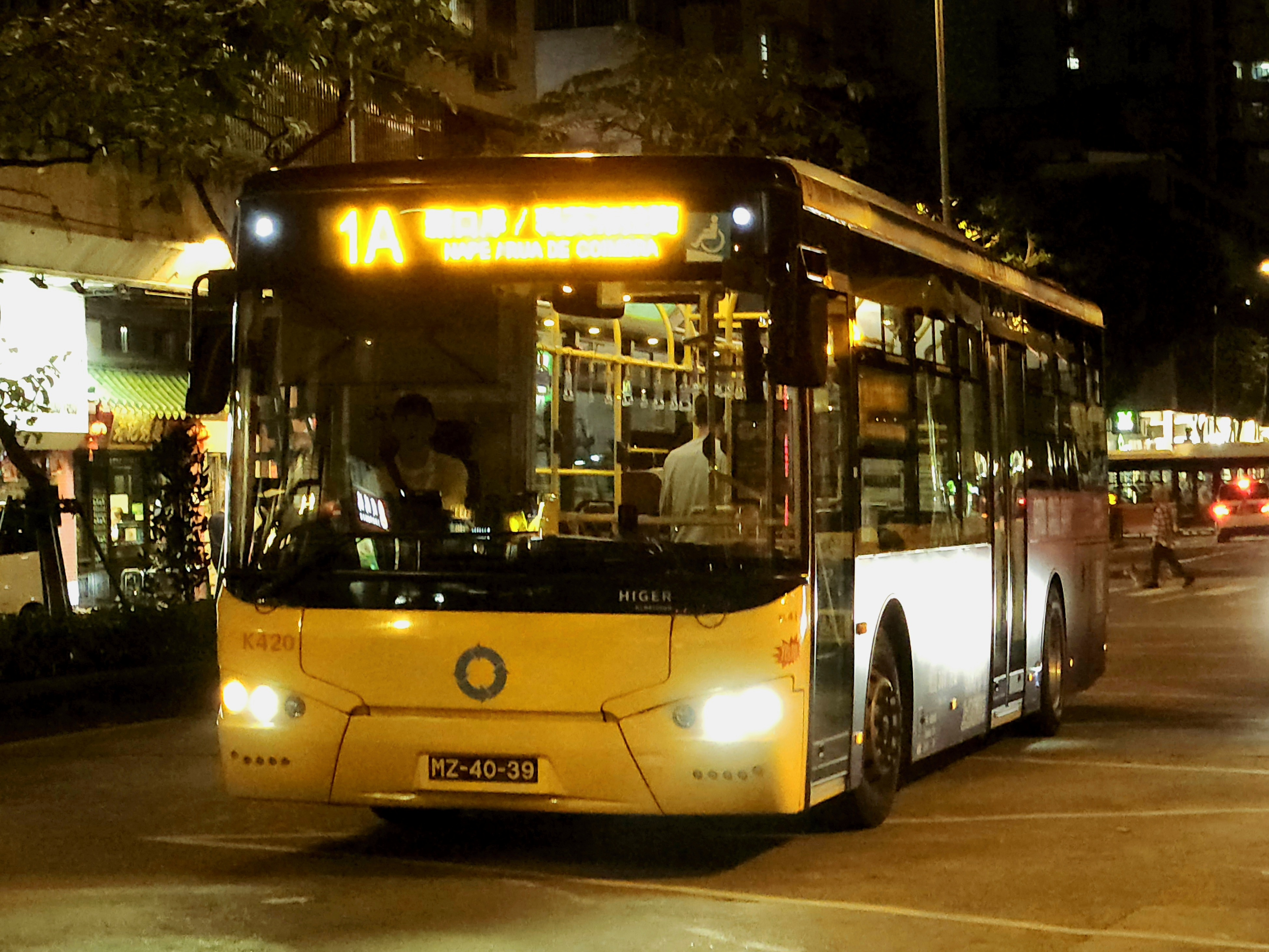
蘇州金龍KLQ6109GQ
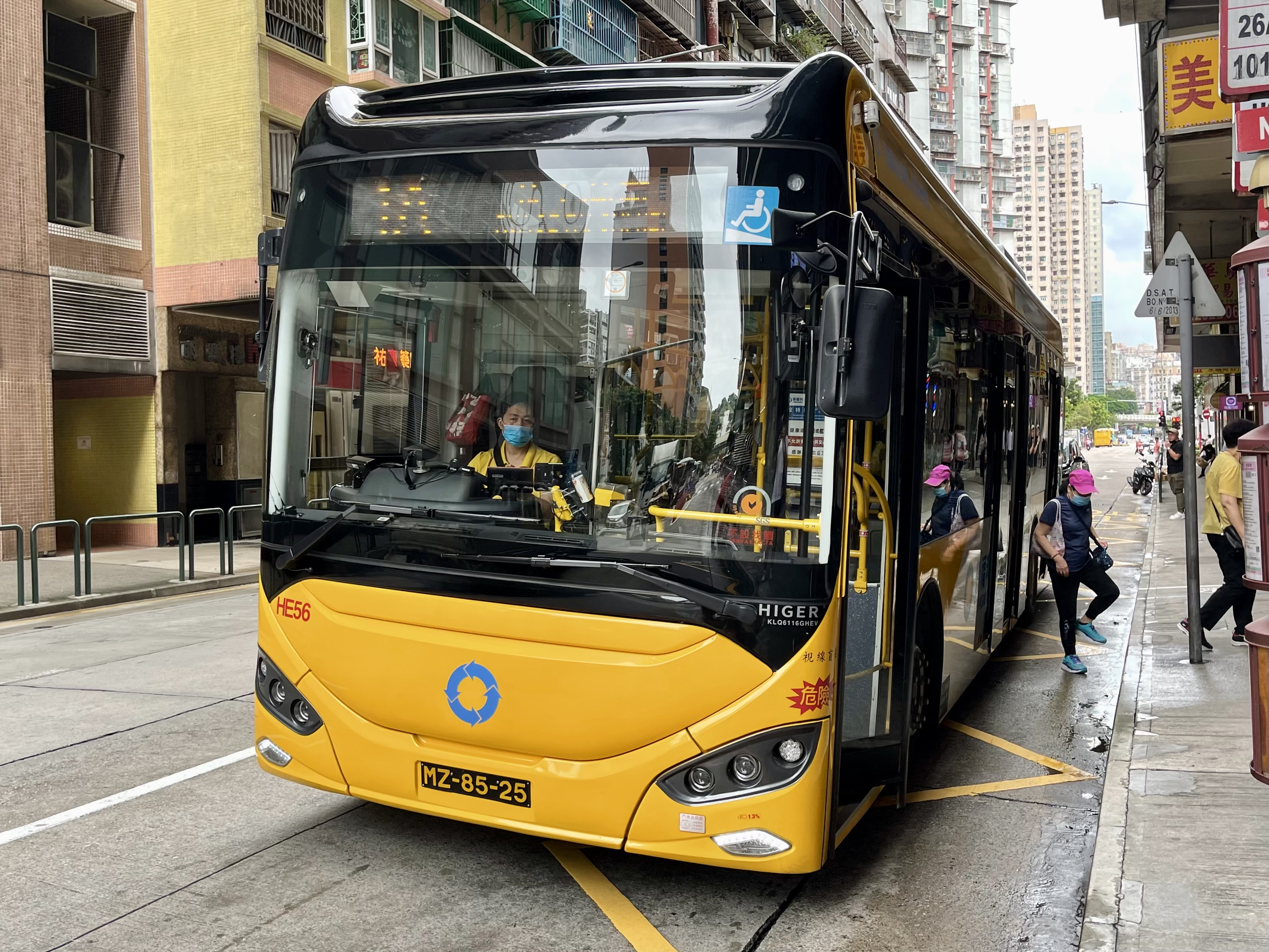
蘇州金龍KLQ6116GHEV
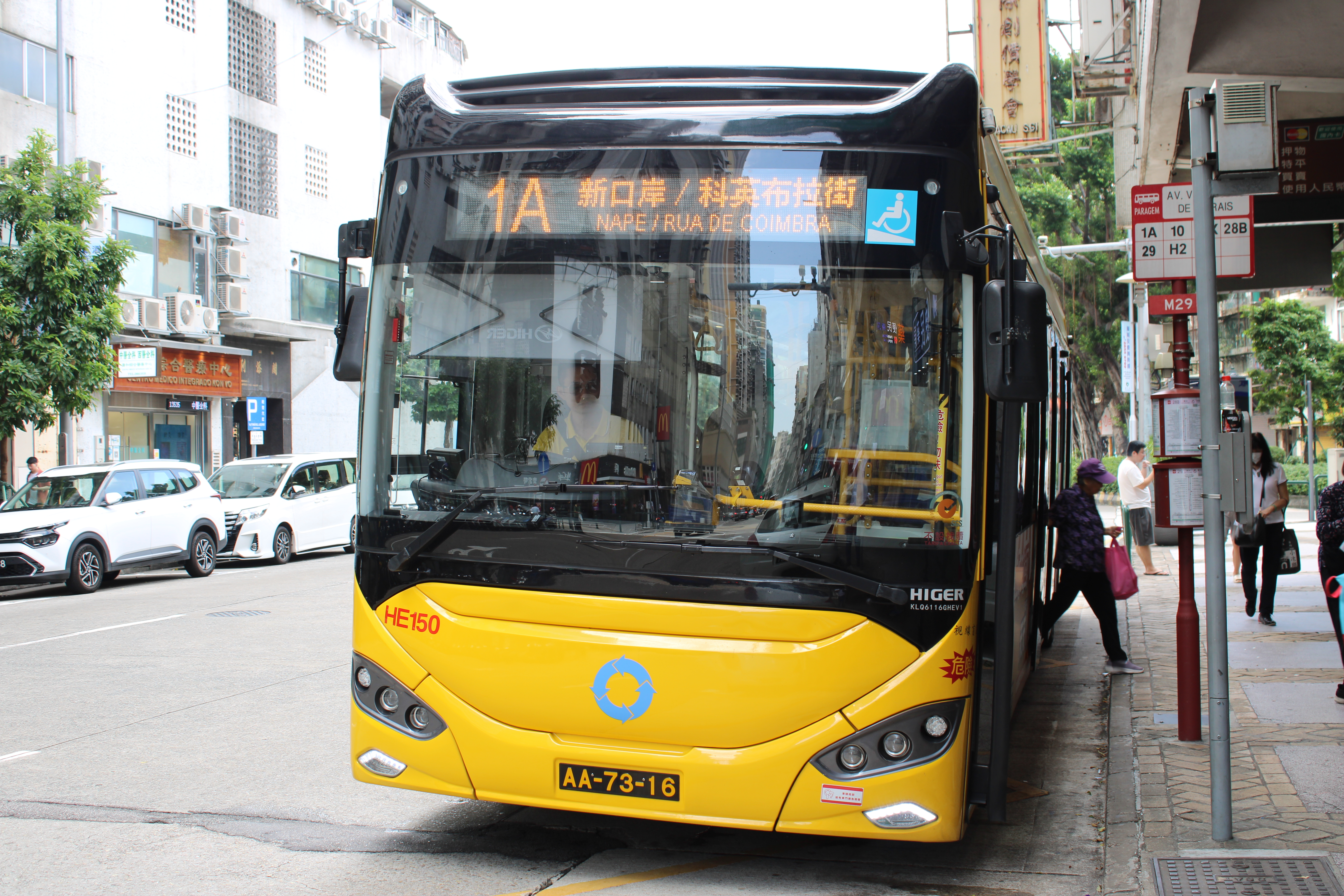
蘇州金龍KLQ6116GHEV1
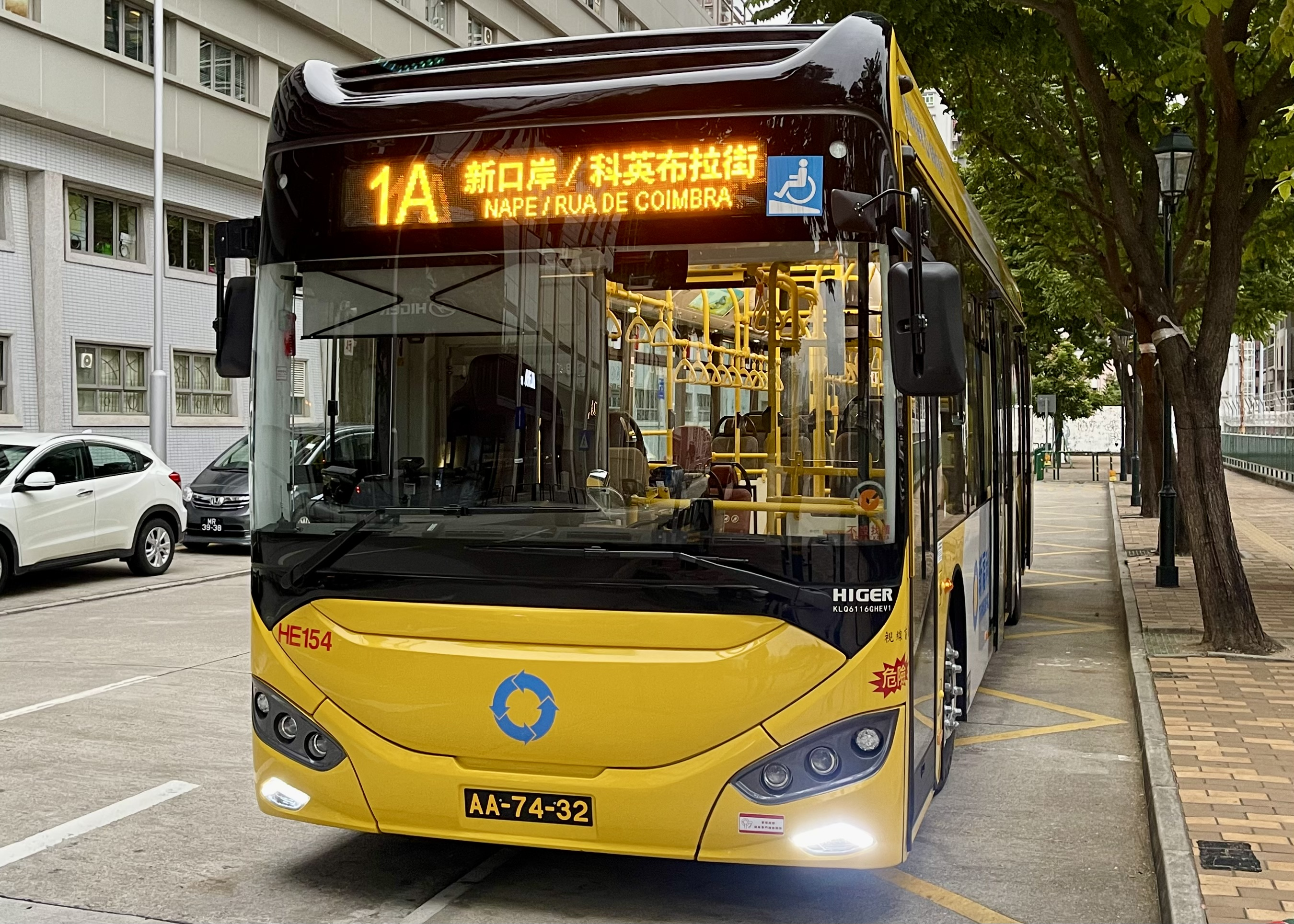
蘇州金龍KLQ6116GHEV1
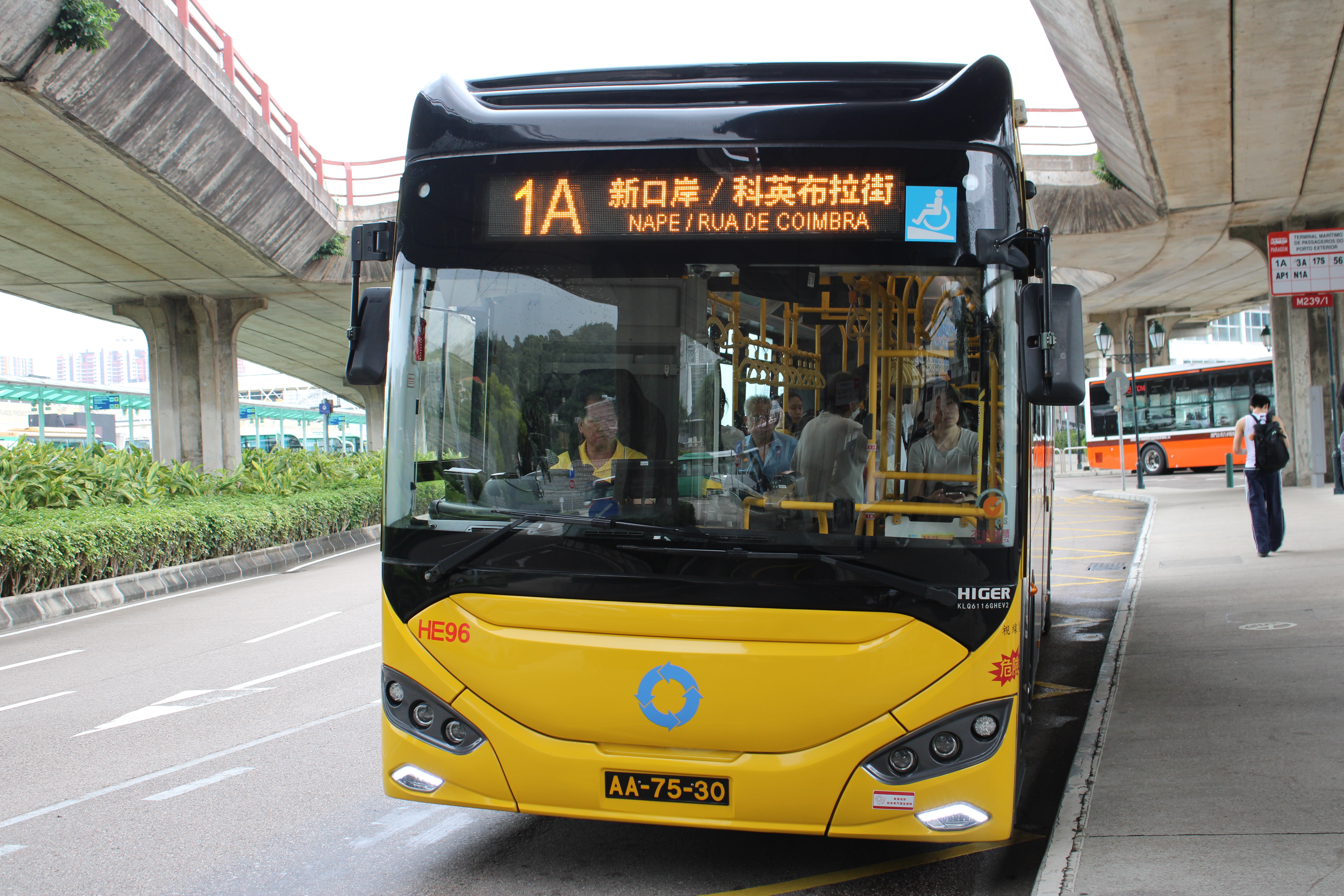
蘇州金龍KLQ6116GHEV2
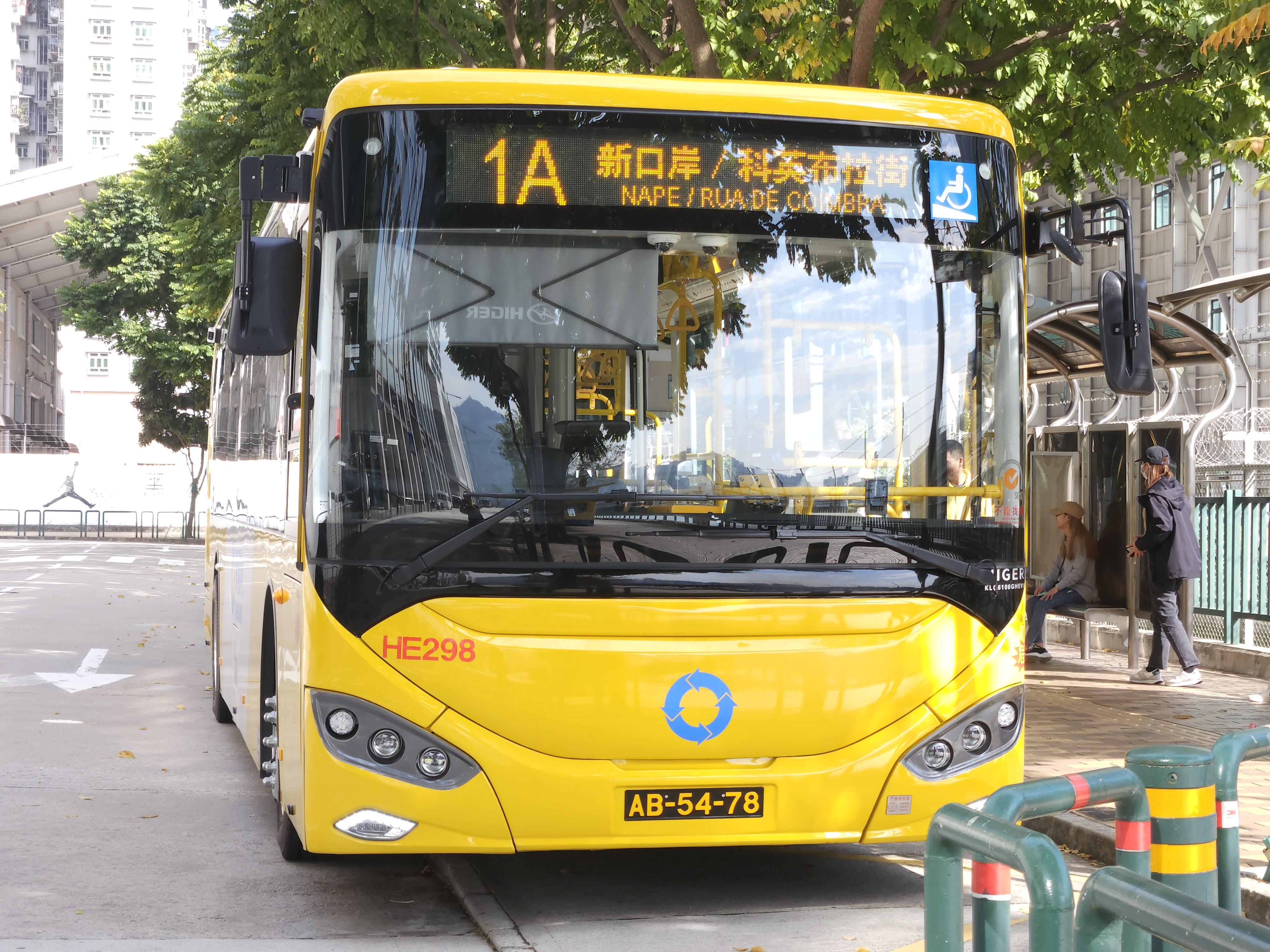
蘇州金龍KLQ6106GHEV1
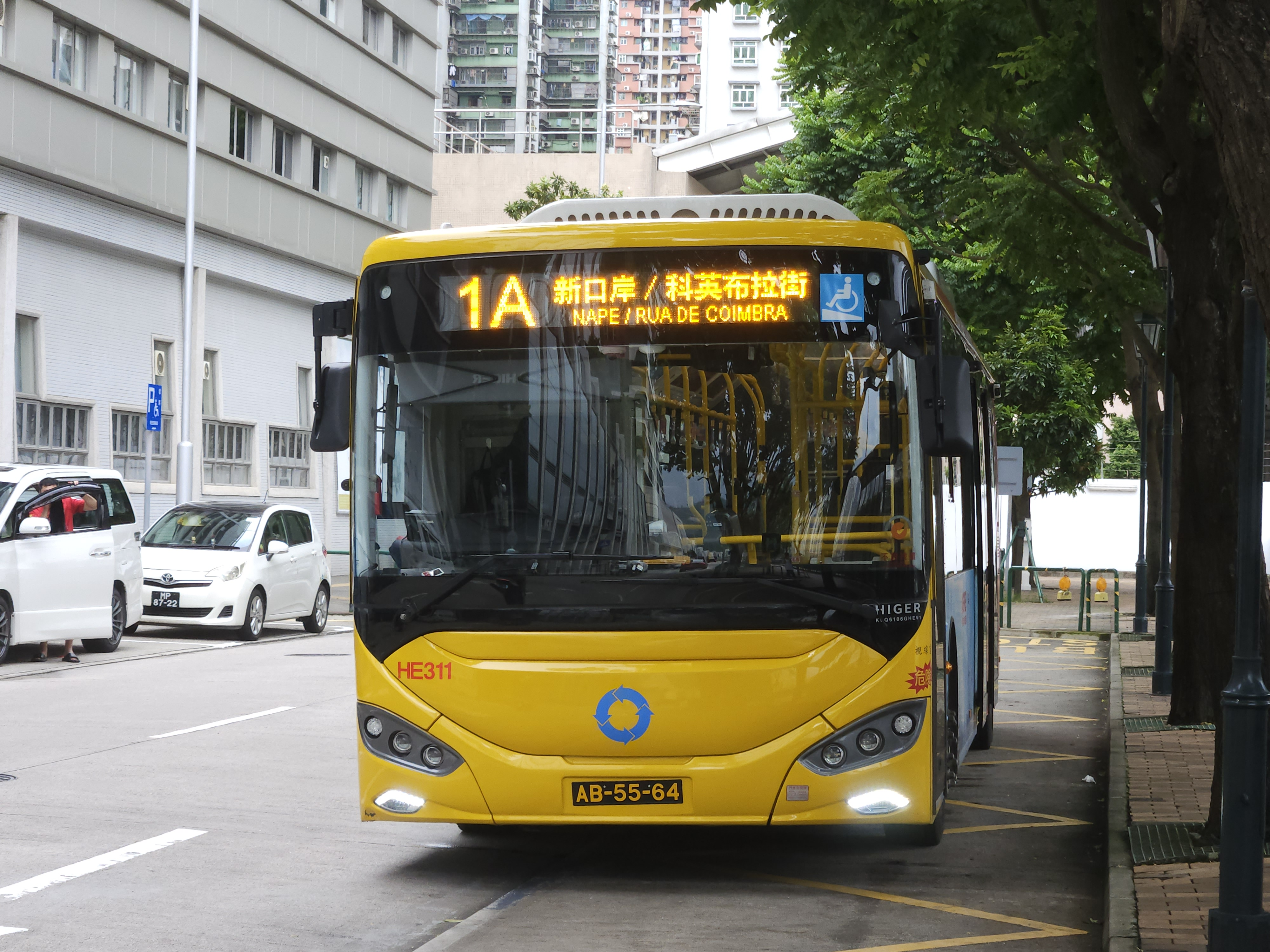
蘇州金龍KLQ6106GHEV1

## 外部連結
- （繁體中文）新福利公共汽車有限公司 （页面存档备份，存于）